# Diaspidiotus osborni
Diaspidiotus osborni är en insektsart som först beskrevs av Norman D. Newell, Cockerell, in och Henry Fairfield Osborn 1898.  Diaspidiotus osborni ingår i släktet Diaspidiotus och familjen pansarsköldlöss. Inga underarter finns listade i Catalogue of Life.